# 三陸北縦貫道路
三陸北縦貫道路（さんりくきたじゅうかんどうろ）は、岩手県の宮古市から久慈市に至る総延長約60 km（キロメートル）の地域高規格道路（国道45号バイパス）である。三陸縦貫自動車道、八戸久慈自動車道と共に「三陸沿岸道路」を構成する。一般道における案内看板の表記は三陸北縦貫道路から三陸道に順次更新されている。略称は三陸北道路（さんりくきたどうろ）。
2014年（平成26年）時点では、下閉伊郡岩泉町から同郡田野畑村までの岩泉道路 (6.2 km)、同郡田野畑村の尾肝要道路 (4.5 km)、同郡普代村の普代道路 (4.2 km) が開通していた。残る区間は、2011年（平成23年）の東日本大震災を受けて、復興道路として2011年（平成23年）度に事業化され、「復興道路」として優先整備が進められ、2021年（令和3年）12月18日に全線開通した。
全線が自動車専用道路として整備されており、ほかの高速道路同様に緑色の標識が設置されている。
高速道路ナンバリングによる路線番号は、三陸縦貫自動車道、八戸久慈自動車道とともに「E45」が割り振られている。

## 事業名

### 田老岩泉道路
田老岩泉道路（たろういわいずみどうろ）は、三陸北縦貫道路の岩手県宮古市（田老北IC）から同県下閉伊郡岩泉町（岩泉龍泉洞IC）に至る総延長6.0 kmの国道45号の自動車専用道路である。2011年（平成23年）度に事業化され、2013年（平成25年）3月27日に工事着手した。2018年（平成30年）3月21日開通。
全線に中央分離帯が設けられ、最高速度80 km/hで走行できる。
- 起点：岩手県宮古市田老
- 終点：岩手県下閉伊郡岩泉町小本
- 延長：6.0 km
- 道路規格：第1種第3級
- 車線数：完成2車線
- 道路幅員：13.5 m
- 設計速度：80 km/h
- 最高速度：80 km/h

### 岩泉道路
岩泉道路（いわいずみどうろ）は、三陸北縦貫道路の岩手県下閉伊郡岩泉町（岩泉龍泉洞IC）から同県同郡田野畑村に至る総延長6.2 kmの国道45号の自動車専用道路である。現道にある急勾配・急カーブを緩和する目的で整備された。2010年（平成22年）11月28日全線開通。2013年（平成25年）11月1日にそれまでの中野バイパス（なかのバイパス）から名称変更された。
なお、完成2車線であるが、正規の中央分離帯は設置されていないため、暫定2車線の道路と同様に最高速度は70 km/hに制限されている。
- 起点：岩手県下閉伊郡岩泉町小本
- 終点：岩手県下閉伊郡田野畑村大芦
- 延長：6.2 km
- 道路規格：第1種第3級
- 車線数：完成2車線
- 道路幅員：12.0 m
- 設計速度：80 km/h
- 最高速度：70 km/h

### 田野畑道路
田野畑道路（たのはたどうろ）は、三陸北縦貫道路の岩手県下閉伊郡田野畑村内の総延長6.0 kmの国道45号の自動車専用道路である。2011年（平成23年）度に事業化され、2013年（平成25年）11月7日に工事着手した。2021年（令和3年）7月10日に開通した。
全線に中央分離帯が設置されている。
- 起点：岩手県下閉伊郡田野畑村大芦
- 終点：岩手県下閉伊郡田野畑村田野畑
- 延長：6.0 km
- 道路規格：第1種第3級
- 車線数：完成2車線
- 道路幅員：13.5 m
- 設計速度：80 km/h

### 尾肝要道路
尾肝要道路（おかんようどうろ）は、三陸北縦貫道路の岩手県下閉伊郡田野畑村内の総延長4.5 kmの国道45号の自動車専用道路である。尾肝要トンネル (2,736 m) を建設し、現ルートにある最大の峠である閉伊坂峠の隘路を解消する。2006年（平成18年）度に事業化され、2014年（平成26年）3月2日に開通した。
- 起点：岩手県下閉伊郡田野畑村田野畑
- 終点：岩手県下閉伊郡田野畑村尾肝要
- 延長：4.5 km
- 道路規格：第1種第3級
- 車線数：完成2車線[17]
- 道路幅員：12.0 m
- 設計速度：80 km/h
- 最高速度：70 km/h

### 尾肝要普代道路
尾肝要普代道路（おかんようふだいどうろ）は、三陸北縦貫道路の岩手県下閉伊郡田野畑村から同県同郡普代村に至る総延長8.0 kmの国道45号の自動車専用道路である。2011年（平成23年）度に新規事業化され、2013年（平成25年）11月18日に工事着手した。2020年（令和2年）12月19日に開通。
全線に中央分離帯が設置されている。
- 起点：岩手県下閉伊郡田野畑村尾肝要
- 終点：岩手県下閉伊郡普代村第11地割
- 延長：8.0 km
- 道路規格：第1種第3級
- 車線数：完成2車線
- 道路幅員：13.5 m
- 設計速度：80 km/h

### 普代道路
普代道路（ふだいどうろ）は、岩手県下閉伊郡普代村内の総延長4.2 kmの国道45号の自動車専用道路である。開通発表以前は普代バイパス（ふだいバイパス）という名称であった。2013年（平成25年）10月13日に全線開通。
- 起点：岩手県下閉伊郡普代村第11地割
- 終点：岩手県下閉伊郡普代村第16地割
- 延長：4.2 km
- 道路規格：第1種第3級
- 車線数：完成2車線[21]
- 道路幅員：12.0 m
- 設計速度：80 km/h
- 最高速度：70 km/h

### 野田久慈道路
野田久慈道路（のだくじどうろ）は、三陸北縦貫道路の岩手県下閉伊郡普代村から同県久慈市（久慈IC）に至る総延長25.0 kmの国道45号の自動車専用道路である。2011年（平成23年）度に事業化され、2013年（平成25年）6月27日に工事着手した。2021年（令和3年）12月18日に全線開通。
全線に中央分離帯が設置されている。
- 起点：岩手県下閉伊郡普代村第16地割
- 終点：岩手県久慈市新井田
- 延長：25.0 km
- 道路規格：第1種第3級
- 車線数：完成2車線
- 道路幅員：13.5 m
- 設計速度：80 km/h

## 歴史
- 2000年（平成12年）度 : 普代バイパス（当時） 着工。
- 2006年（平成18年）2月11日 : 中野バイパス（当時）・鵜の巣断崖IC - 田野畑村大芦間 (1.5 km) 開通。
- 2006年（平成18年）度 : 尾肝要道路 事業化。
- 2010年（平成22年）
  - 11月19日 : 尾肝要道路 着工式開催。
  - 11月28日 : 中野バイパス（当時）・岩泉龍泉洞IC - 鵜の巣断崖IC間 (4.7 km) 開通に伴い全線開通[11]。
- 2011年（平成23年）11月21日 : 全路線を復興道路 (三陸沿岸道路) の一部とし、未着手区間を三陸沿岸道路として一括事業化。
- 2013年（平成25年）
  - 3月27日 : 田老岩泉道路 着工式開催。
  - 6月27日 : 野田久慈道路 着工式開催。
  - 10月13日 : 普代道路・普代村第11地割 - 普代村第16地割間 (4.2 km) 開通[20]。
  - 11月1日 : 中野バイパスが「岩泉道路」に路線名称変更。
  - 11月7日 : 田野畑道路 着工式開催。
  - 11月18日 : 尾肝要普代道路 着工式開催。
- 2014年（平成26年）3月2日 : 尾肝要道路・田野畑村田野畑 - 同村尾肝要間 (4.5 km) 開通[16]。
- 2018年（平成30年）3月21日 : 田老岩泉道路・田老北IC - 岩泉龍泉洞IC間 (6.0 km) 開通により三陸自動車道と接続[8]。
- 2020年（令和2年）12月19日 : 尾肝要普代道路・田野畑北IC - 普代村第11地割 (8.0 km) 開通[19]。
- 2021年（令和3年）
  - 7月10日 : 田野畑道路・田野畑村大芦 - 同村田野畑間 (6.0 km) 開通[15]。
  - 12月18日 : 野田久慈道路・普代村第16地割 - 久慈IC間 (25.0 km) 開通により全線開通[3]。